# Antonio Medina García
Antonio Ángel Medina García (Barcelona, 2 de octubre de 1919-Barcelona, 31 de octubre de 2003) fue un maestro internacional de ajedrez español nacionalizado venezolano, siete veces campeón nacional de España y tres de Venezuela.

## Inicios
Aprendió a jugar al ajedrez a una edad relativamente tardía para los grandes jugadores, con 14 años. La guerra civil española le sorprendió cursando estudios de Química, estudios que no pudo terminar al final de la contienda por motivos económicos, por lo que se dedicó exclusivamente al ajedrez.
Dotado de buena capacidad para el ajedrez, fue un jugador fino e intuitivo, que aunque disponía de excelentes cualidades para sobresalir a nivel mundial, no pudo hacerlo por verse privado de disputar importantes eventos ajedrecísticos, a causa del veto impuesto por los ajedrecistas soviéticos a los españoles como consecuencia del régimen franquista.

## Títulos
Fue campeón de España en siete ocasiones, en los años 1944 superando al jugador Rafael Llorens, en 1945 superando al jugador Miguel Albareda, en 1947 superando al jugador Juan Manuel Fuentes, en 1949 superando al jugador Francisco José Pérez Pérez, en 1952 superando al jugador Román Bordell, en 1963 superando al jugador Rafael Saborido y en 1964 superando al gran maestro Arturo Pomar, siendo subcampeón en cinco ocasiones en los años 1946, 1950 y 1966 por detrás de Arturo Pomar, en 1967 por detrás de Ángel Fernández Fernández y en 1973 por detrás de Francisco Javier Sanz Alonso.
Fue tres veces Campeón de Cataluña de ajedrez, en los años 1947, 1949 y 1950, y resultó subcampeón en dos ocasiones, en los años 1944 y 1945.
Fue tres veces campeón de Venezuela en los años 1955, 1956 y 1958, donde residió durante una década.
Ganador del Zonal Centroamericano y del Caribe celebrado en Caracas en 1954 y alcanzó la 19 posición en el interzonal de Gotemburgo de 1955. Vencedor del Campeonato abierto de ajedrez de Estados Unidos en el año 1962.
Participó representando a España en las Olimpiadas de ajedrez en seis ocasiones en los años 1964 en Tel Aviv, 1966 en La Habana, 1968 en Lugano, 1970 en Siegen, 1972 en Skopie y 1974 en Haifa, en el Campeonato de Europa de ajedrez por equipos de 1970 en Kapfenberg y en la Copa Clare Benedict en diez ocasiones en los años 1964, 1965, 1966, 1967, 1968, 1969, 1970, 1971, 1972, 1973 y 1974.
Antonio Medina se enfrentó a todos los campeones del mundo habidos desde Alekhine a Fischer. Al primero lo derrotó en el Torneo Internacional de Gijón de 1945. Al segundo logró ganarle en Caracas con una magistral defensa Steinitz diferida contra una Ruy López que planteó Fischer.
En sus últimos años de vida ejerció también como árbitro de ajedrez. El Consejo Superior de Deportes le otorgó la medalla de Plata al Mérito Deportivo.

## Anécdotas
Es conocida a nivel mundial la anécdota que Medina protagonizó en la XVI Olimpiada de ajedrez: durante el match Unión Soviética España, Botvínnik estaba jugando su partida contra Medina, cuando se dirigió a Aleksandr Kótov, capitán del equipo soviético, y le dijo: Mi rival no me deja concentrarme. Se pone a silbar.
Kótov avisó al capitán del equipo español para que le llamara la atención a Medina, pero este se limitó a decirle: No se preocupe, mal nos van las cosas.
¿Por qué?, preguntó Kotov.
Porque Antonio siempre silba cuando se ve perdido.
Efectivamente, perdió la partida en pocos movimientos.